# 화순 쌍봉사 대웅전 목조삼존불상
화순 쌍봉사 대웅전 목조삼존불상(和順 雙峰寺 大雄殿 木造三尊佛像)은 대한민국 전라남도 화순군 이양면 증리, 쌍봉사에 있는 조선시대의 불상이다. 2001년 6월 5일 전라남도의 유형문화재 제251호로 지정되었다.

## 개요
화순 쌍봉사에 모셔져 있는 목조삼존불좌상으로서 앉은 모습의 석가여래상을 중심으로 가섭존자와 아난존자가 양옆에 서있는 특이한 형식의 삼존불상이다. 쌍봉사는 우리나라 현존 유일의 3층 목탑식 전각이어서 보물로 지정되어 보호하여 왔으나 1984년 불에 타 다시 지었다. 불이 난 당시 다행히도 목조삼존불좌상은 화를 입지 않았다.
가운데 모셔져 있는 석가여래상은 약간 앞으로 고개를 숙이고 있는 모습으로 얼굴은 사각형에 가까우며 머리는 소라모양의 나발이다. 붉은 입술에 미소를 머금고 있으며 귀는 크고 두툼하다. 양어깨를 감싼 옷은 두툼한 느낌을 준다. 오른손은 손바닥을 펴서 자연스럽게 무릎 안쪽에 올려 놓고 있으며 왼손은 엄지와 중지를 구부려 오른발바닥 위에 놓은 모습을 하고 있다. 석가여래상의 양옆에 서있는 가섭존자와 아난존자는 두 손을 가슴에 모아 합장하고 있다.
가섭·아난존자와 함께 조선 숙종 20년(1694)에 만들어진 석가여래좌상은 조성 수법이나 형식에 있어서 조선 후기 불상의 특징을 잘 나타내고 있으며 특히 만들어진 연대가 확실하여 연대를 알 수 없는 다른 조각상의 표준이 되는 것으로 그 가치가 매우 크다.

## 참고 문헌
- 화순쌍봉사대웅전목조삼존불상 - 국가유산청 국가유산포털